# Pompori
Os Montes Pompori são um conjunto de montanhas cujo solo é cinza, à sudoeste de Shigatse, no Sudoeste do Tibete. O rio Tambor corre através deles.
Eles são mais conhecidos como o monastério central dos Sakya, uma das quatro grandes tradições do budismo tibetano Mahayana. Sakya (tibetano: sa skya, solo cinza ou pálido) recebe seu nome devido à uma mancha de terra branca no formato da face de um leão na encosta da montanha.